# NGC 1325
NGC 1325 este o galaxie spirală situată în constelația Eridanul. A fost descoperită în 1798 de către William Herschel. Se află la o distanță de 23,01 de megaparseci de Pământ.